# Чемпионат России по самбо 1996
Чемпионат России по самбо 1996 года среди мужчин прошёл в Краснодаре 22-23 июня.

## Медалисты
| Весовая категория | Золото                         | Серебро                         | Бронза                                                  |
| ----------------- | ------------------------------ | ------------------------------- | ------------------------------------------------------- |
| до 48 кг          | Константин Махнев Екатеринбург | Юсуп Карлаев Астрахань          | Армен Мкртычян Армавир Андрей Кораблёв Нижний Новгород  |
| до 52 кг          | Армен Биджосян Майкоп          | Схатбий Альхаов Майкоп          | Дмитрий Семёнов Курган Джалиль Сайфутдинов Екатеринбург |
| до 57 кг          | Алексей Архипов Кстово         | Степан Елиазян Армавир          | Алексей Смирнов Нижний Новгород Сергей Матюков Выкса    |
| до 62 кг          | Сергей Жарков Выкса            | Владислав Боровков Нижний Ломов | Бахритдин Джамолов Екатеринбург Мурат Салпагаров Майкоп |
| до 68 кг          | Николай Хорзов Печора          | Руслан Сазонов Москва           | Сергей Данилик Екатеринбург Александр Алфёров Иркутск   |
| до 74 кг          | Пилял Байчоров Майкоп          | Аслан Дауров Майкоп             | Николай Игрушкин Кстово Александр Мальцев Смоленск      |
| до 82 кг          | Гусейн Хайбулаев Краснодар     | Игорь Куринной Москва           | Павел Фунтиков Москва Александр Коновалов Майкоп        |
| до 90 кг          | Сергей Камышев Рыбинск         | Сергей Сурков Кстово            | Тагир Абдулаев Санкт-Петербург Сергей Лоповок Кстово    |
| до 100 кг         | Мурат Озов Черкесск            | Михаил Казанцев Курган          | Константин Лахтионов Печора Игорь Борисов Димитровград  |
| свыше 100 кг      | Мурат Хасанов Майкоп           | Михаил Зюзин Тольятти           | Алексей Сидоренко Тольятти Владимир Румянцев Самара     |